# Quách Thị Lan
Quách Thị Lan (née le 18 octobre 1995 dans la province de Thanh Hóa) est un athlète vietnamienne, spécialiste du 400 m et du 400 m haies.

## Carrière
Elle débute l'athlétisme en 2010. Elle fait partie de la minorité Muong, comme son frère Quách Công Lịch également athlète.
Son record personnel sur 400 m est de 52 s 06 obtenu lors des Jeux asiatiques de 2014 à Incheon, tandis qu'elle a détenu le record national du 400 m haies en 57 s 36 à Hanoï.
Lors des Jeux asiatiques de 2018, à Jakarta, Thi Lan bat en séries du 400 m haies le record national et d'Asie du Sud-Est en 55 s 74. En finale, elle améliore à nouveau ce record, en 55 s 30. Elle est devancée par la tenante du titre Kemi Adekoya (54 s 48) qui sera ultérieurement disqualifiée pour dopage. Qualifiée pour la finale du 200 m, après un record personnel en séries en 23 s 72 et une demi-finale courue en 23 s 76, elle termine 8e en 23 s 77. Le dernier jour de compétition, avec ses coéquipières du relais 4 x 400 m, elle remporte la médaille de bronze en 3 min 33 s 23, derrière l'Inde et Bahreïn.
Le 22 avril 2019, elle remporte le titre du 400 m haies lors des Championnats d’Asie à Doha en 56 s 10.
Elle est nommée porte-drapeau de la délégation vietnamienne aux Jeux olympiques d'été de 2020 à Tokyo par le Comité olympique du Viêt Nam, avec le nageur Nguyễn Huy Hoàng.
Elle est suspendue pour dopage à compter du 17 mai 2022 pour une durée de 4 ans.

## Palmarès
| Date | Compétition                  | Lieu         | Résultat | Épreuve     | Temps         |
| ---- | ---------------------------- | ------------ | -------- | ----------- | ------------- |
| 2013 | Jeux d'Asie du Sud-Est       | Naypyidaw    | 2e       | 400 m       | 53 s 38       |
| 2013 | Jeux d'Asie du Sud-Est       | Naypyidaw    | 2e       | 400 m haies | 58 s 93       |
| 2013 | Jeux d'Asie du Sud-Est       | Naypyidaw    | 2e       | 4 x 400 m   | 3 min 36 s 92 |
| 2014 | Jeux asiatiques              | Incheon      | 2e       | 400 m       | 52 s 06       |
| 2014 | Jeux asiatiques              | Incheon      | 5e       | 4 x 400 m   | 3 min 33 s 20 |
| 2015 | Jeux d'Asie du Sud-Est       | Singapour    | 2e       | 400 m       | 52 s 52       |
| 2015 | Jeux d'Asie du Sud-Est       | Singapour    | 1re      | 4 x 400 m   | 3 min 31 s 46 |
| 2016 | Championnats d'Asie en salle | Doha         | 3e       | 400 m       | 55 s 69       |
| 2017 | Championnats d'Asie          | Bhubaneswar  | 1re      | 400 m       | 52 s 78       |
| 2017 | Championnats d'Asie          | Bhubaneswar  | 1re      | 4 x 400 m   | 3 min 33 s 22 |
| 2017 | Jeux d'Asie du Sud-Est       | Kuala Lumpur | 1re      | 4 x 400 m   | 3 min 33 s 40 |
| 2018 | Jeux asiatiques              | Jakarta      | 8e       | 200 m       | 23 s 77       |
| 2018 | Jeux asiatiques              | Jakarta      | 1re      | 400 m haies | 55 s 30       |
| 2018 | Jeux asiatiques              | Jakarta      | 3e       | 4 x 400 m   | 3 min 33 s 23 |
| 2019 | Championnats d'Asie          | Doha         | 1re      | 400 m haies | 56 s 10       |

## Records
| Épreuve     | Épreuve   | Temps   | Lieu       | Date              |
| ----------- | --------- | ------- | ---------- | ----------------- |
| 400 m       | Plein air | 52 s 06 | Incheon    | 28 septembre 2014 |
| 400 m       | En salle  | 54 s 87 | Birmingham | 31 janvier 2016   |
| 400 m haies | Plein air | 55 s 30 | Jakarta    | 27 août 2018      |